# Žibartas
Žibartas ist ein männlicher litauischer Vorname.

## Herkunft
Žibartas ist eine Form von Žybartas, des litauischen Vornamens baltischer Herkunft. Der altpreussische Name Bartas wurde lituanisiert: žib- (žibėti, dt. 'glänzen, scheinen, leuchten, blitzen') + bartas.

## Personen
- Žibartas Juozas Jackūnas (* 1940), Philosoph, ehemaliger Politiker
- Žibartas Simanavičius, Architekt, Restaurator des Rathauses von Kaunas[3]